# Eumerus uncipes
Eumerus uncipes är en tvåvingeart som beskrevs av Camillo Rondani 1850. Eumerus uncipes ingår i släktet månblomflugor, och familjen blomflugor.
Artens utbredningsområde är Italien. Inga underarter finns listade i Catalogue of Life.